# Уйымшыл
Уйымшыл (каз. Ұйымшыл) — село в Толебийском районе Туркестанской области Казахстана. Входит в состав Кемекалганского сельского округа. Код КАТО — 515846500.

## Население
В 1999 году население села составляло 406 человек (194 мужчины и 212 женщин). По данным переписи 2009 года, в селе проживало 647 человек (317 мужчин и 330 женщин).